# Manfred Horstmann

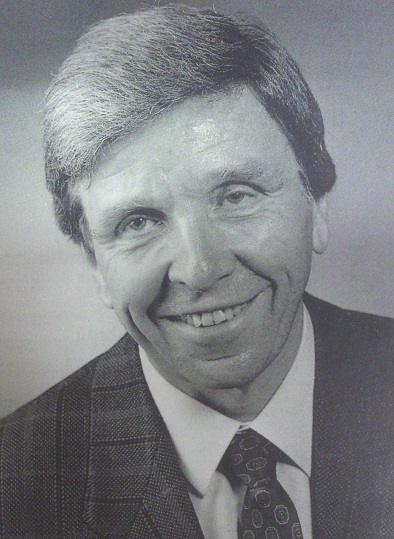
Manfred Horstmann

Manfred Horstmann (* 26. Juli 1928 in Hamburg; † 7. Februar 1992 in Osnabrück) war ein deutscher Physiker, Hochschullehrer sowie Gründungsrektor und langjähriger Präsident der Universität Osnabrück.
Manfred Horstmann wurde als Sohn des Betriebsobersekretärs Wilhelm Horstmann und dessen Ehefrau Marie, geb. Schmidt, geboren. Nach dem Besuch der Volksschule und des Gymnasiums und dem Abschluss der Allgemeinen Hochschulreife, begann er 1949 ein Studium der Physik an der Universität Hamburg. Das Studium beendete er 1955 mit der Diplomarbeit Bau eines Hochfrequenzgenerators für induktive Erhitzung. Im Jahr 1960 wurde er mit der Dissertation Über eine Gegenfeldanlage zur Messung von Energie- und Winkelverteilungen gestreuter Elektronen zum Dr. rer. nat. promoviert. 1966 habilitierte er sich mit der Habilitationsschrift Einfluß der thermischen Gitterschwingungen auf die Elektronenstreuung in Kristallen. Nach der Habilitation war er als wissenschaftlicher Rat am Institut für Angewandte Physik der Universität Hamburg tätig. Dort wurde er 1971 zum Abteilungsvorsteher und Professor ernannt. 1972 erhielt er einen Ruf an die neu gegründete Universität Osnabrück, an der er von Anfang 1973 bis 1990 den Lehrstuhl für Experimentalphysik innehatte. Mit Wirkung vom 15. Juni 1974 wurde er vom niedersächsischen Kultusminister Peter von Oertzen mit der Wahrnehmung der Amtsgeschäfte des Senats und des Rektors der Universität Osnabrück betraut. Damit wurde er Nachfolger des kommissarischen Rektors Heinz-Dietrich Doebner, der als erster dieses Amt für ein halbes Jahr verwaltet hatte. Zum 1. Juli 1975 wurde Horstmann zum ersten richtigen Rektor der Universität Osnabrück gewählt. Nach Inkrafttreten des Niedersächsischen Hochschulgesetzes wurde er zum 1. Oktober 1979 zum ersten Präsidenten der Universität Osnabrück gewählt. Horstmann war in den Anfangsjahren der neuen Universität maßgeblich an ihrem Aufbau beteiligt. Das Amt des Präsidenten hatte er bis zu seiner Verabschiedung am 30. September 1990 inne. Horstmann hatte wegen gesundheitlicher Probleme die Präsidentschaft aufgegeben. Er hat die Universität insgesamt 16 Jahre lang geleitet. Sein Nachfolger als der zweite Präsident wurde Rainer Künzel. Horstmann war gleichzeitig von 1974 bis 1990 Leiter der Universität Osnabrück – Abteilung Vechta, der späteren Universität Vechta, die erst 1995 selbstständig wurde.
Von 1986 bis 1992 war Horstmann Vorsitzender der Osnabrücker Felix Nussbaum-Gesellschaft.
Manfred Horstmann verstarb in Folge einer schweren Krankheit am 7. Februar 1992 im Alter von 63 Jahren in Osnabrück.
Der Nachlass von Manfred Horstmann wurde 2010 dem Archiv der Universität Osnabrück übergeben.

## Ehrungen
- Manfred Horstmann erhielt am 2. Januar 1991 die Justus-Möser-Medaille der Stadt Osnabrück als Anerkennung der Verdienste um die Entwicklung der Universität.[8]
- Seit 1993 veranstaltet die Universität jährlich die Manfred Horstmann-Lecture im Gedenken an den Wissenschaftler Manfred Horstmann und seine Verdienste.
- Das 1996 eingerichtete Gästehaus der Universität Osnabrück trägt auf Beschluss des Senats zu Ehren von Manfred Horstmanns den Namen Manfred-Horstmann-Haus der Internationalen Begegnung.[9]